# 栃木県なかがわ水遊園
栃木県なかがわ水遊園（とちぎけんなかがわすいゆうえん）は、栃木県大田原市佐良土（さらど：旧湯津上村）の那珂川の畔にある栃木県水産試験場に併設された淡水魚水族館及び関連する公園である。

## 概要
2001年（平成13年）7月15日に開館。関東地方を代表する鮎が遡上する清流、那珂川と箒川の畔に在り、様々な淡水の魚類を展示している「おもしろ魚館」の他に公園、展望台、お魚ふれあいステーション他の施設が整備されている。目玉はアマゾンの熱帯魚を展示する巨大水槽とドーム型のトンネルである。巨大な古代魚ピラルクーや淡水のエイなど海水魚に負けない大きな熱帯魚が水槽の中を泳ぎまわる。その他にも那珂川の上流域から下流域を模して展示する流域毎の淡水魚の展示、日本の各種淡水魚、熱帯海水魚、触れる水槽、日本の希少魚の展示コーナーなどもある。
設計は、建築家・古市徹雄／古市徹雄都市建築研究所。日本建築学会作品選奨受賞作品。

## おもしろ魚館
アマゾンの熱帯魚展示ゾーン
ピラルクーなどの大型熱帯魚も回遊している。カピバラ、ナマケモノなども展示される大型温室。
淡水魚展示ゾーン
那珂川の上流から下流域にいたる淡水魚が流域ごとのジオラマ水槽に展示される。
海水魚展示ゾーン
外光が取り入れられる最上部の水槽に色鮮やかな熱帯魚が群れて泳ぐ。
他
超希少種のミツバヤツメの剥製や、絶滅危惧種のミヤコタナゴ、イトヨ等の展示有り。

## 公園
水の広場、なかがわ展望台、お魚ふれあいステーション、水の広場、芝生広場等の施設が整備されている。

## 交通
- 車　東北自動車道矢板IC、西那須野塩原IC、那須ICから各40分。園には大きな駐車場が併設されている。
- 電車　JR宇都宮線西那須野駅より関東交通バスで40分 （「田宿」下車徒歩5分）

## ギャラリー

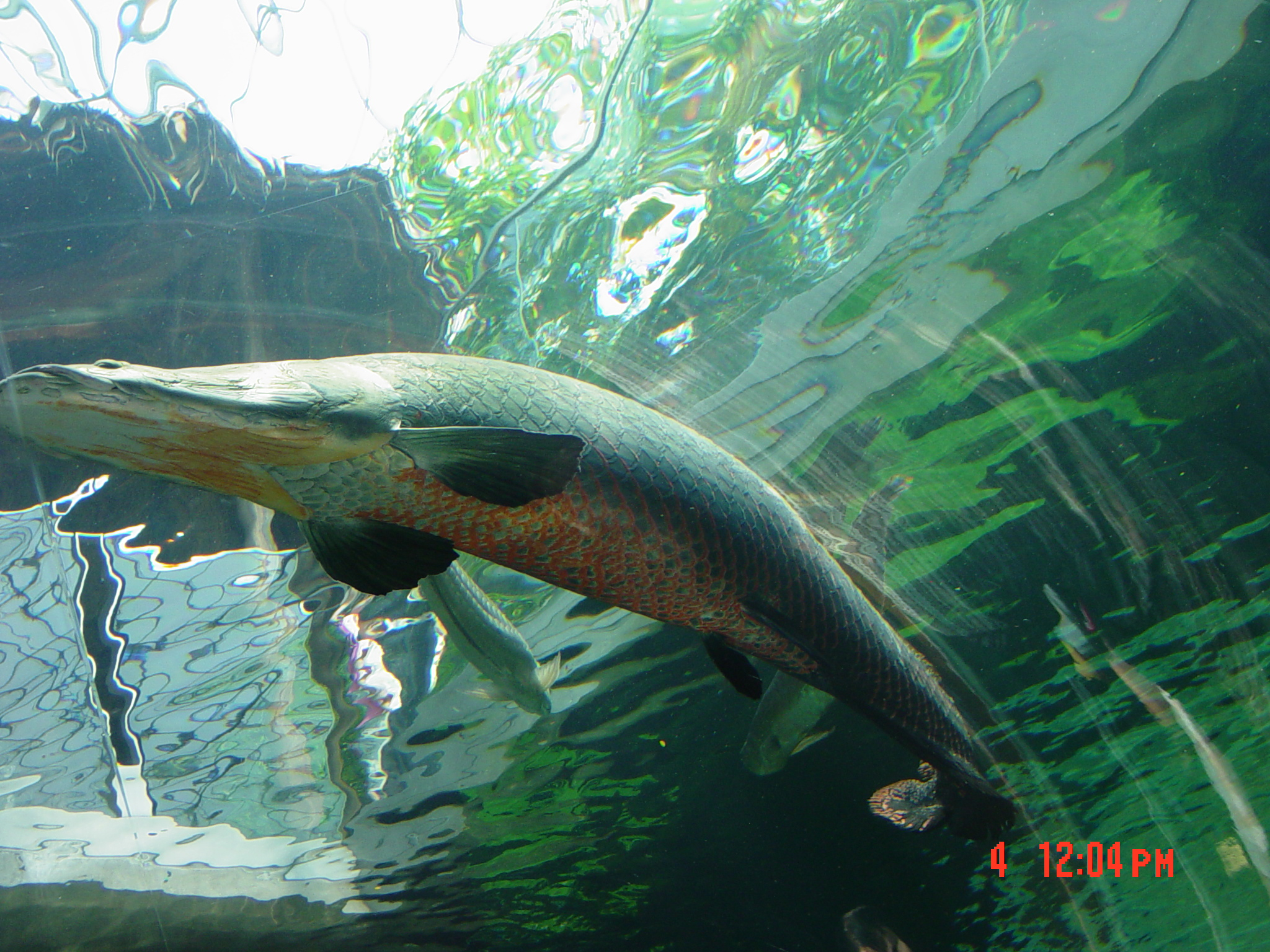
古代魚ピラルクー （2005年8月撮影）
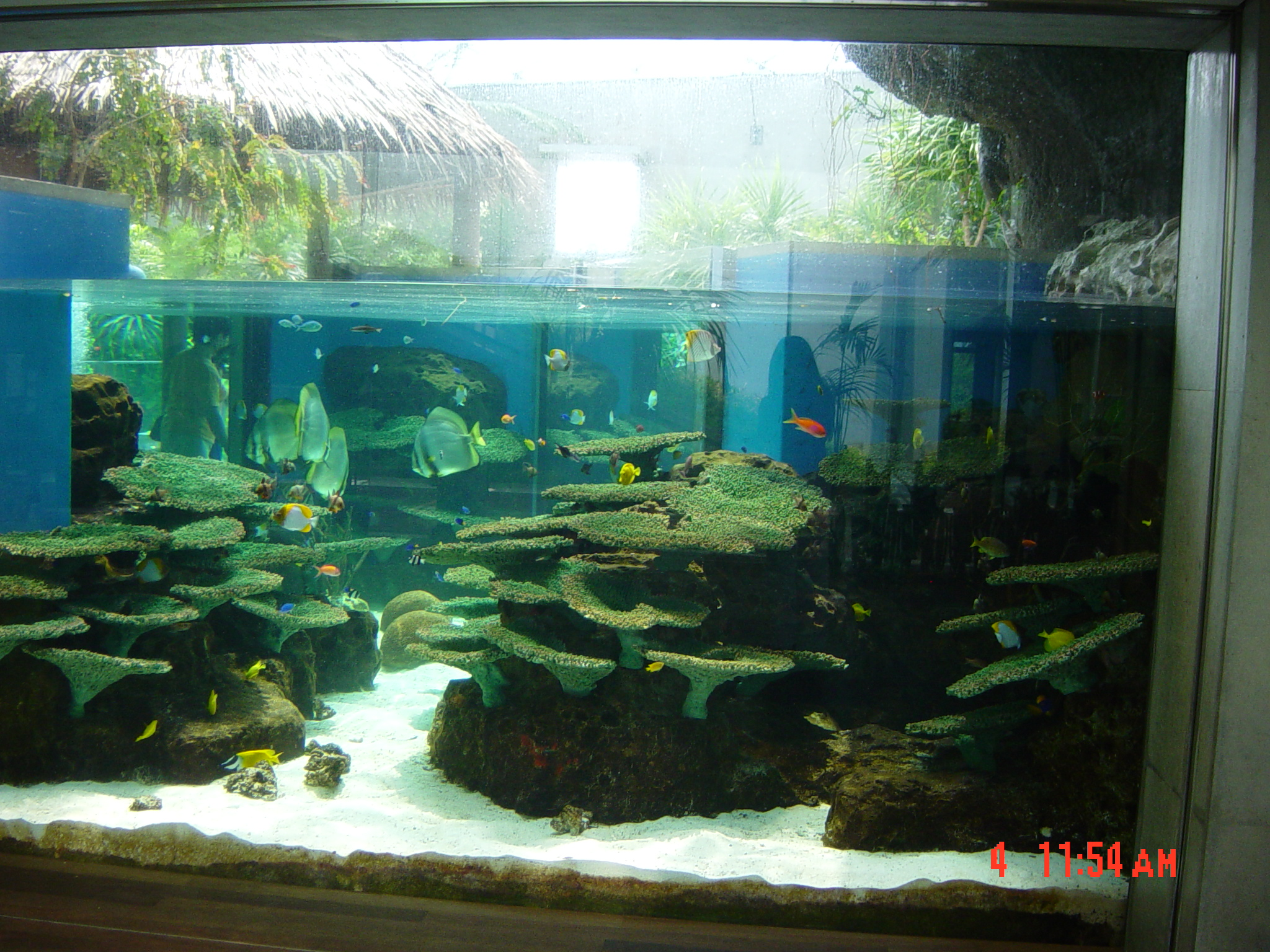
海水魚展示水槽 （2005年8月撮影）
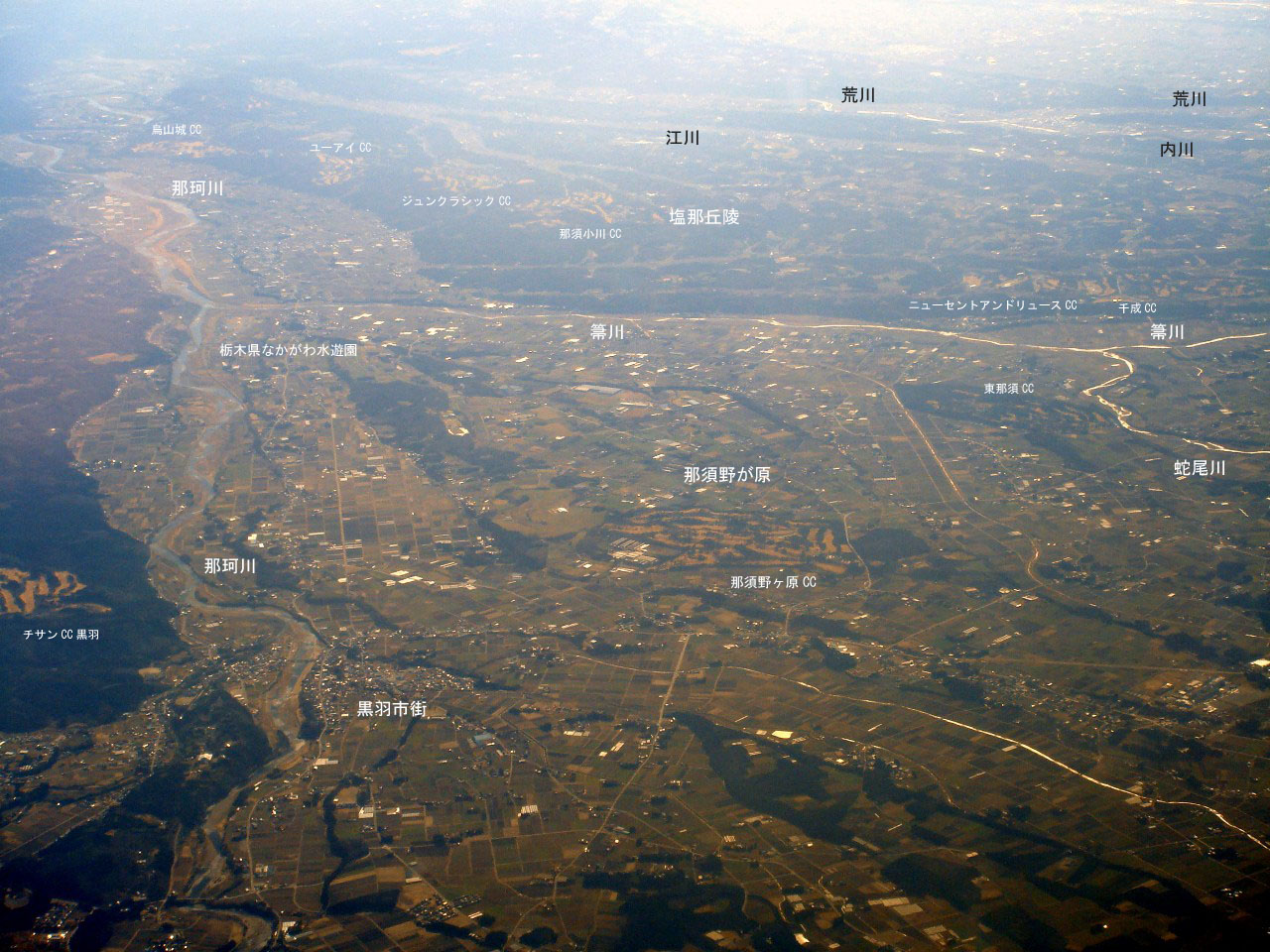
那須野が原南部那珂川、箒川合流部付近に位置する栃木県なかがわ水遊園 （2007年2月撮影）
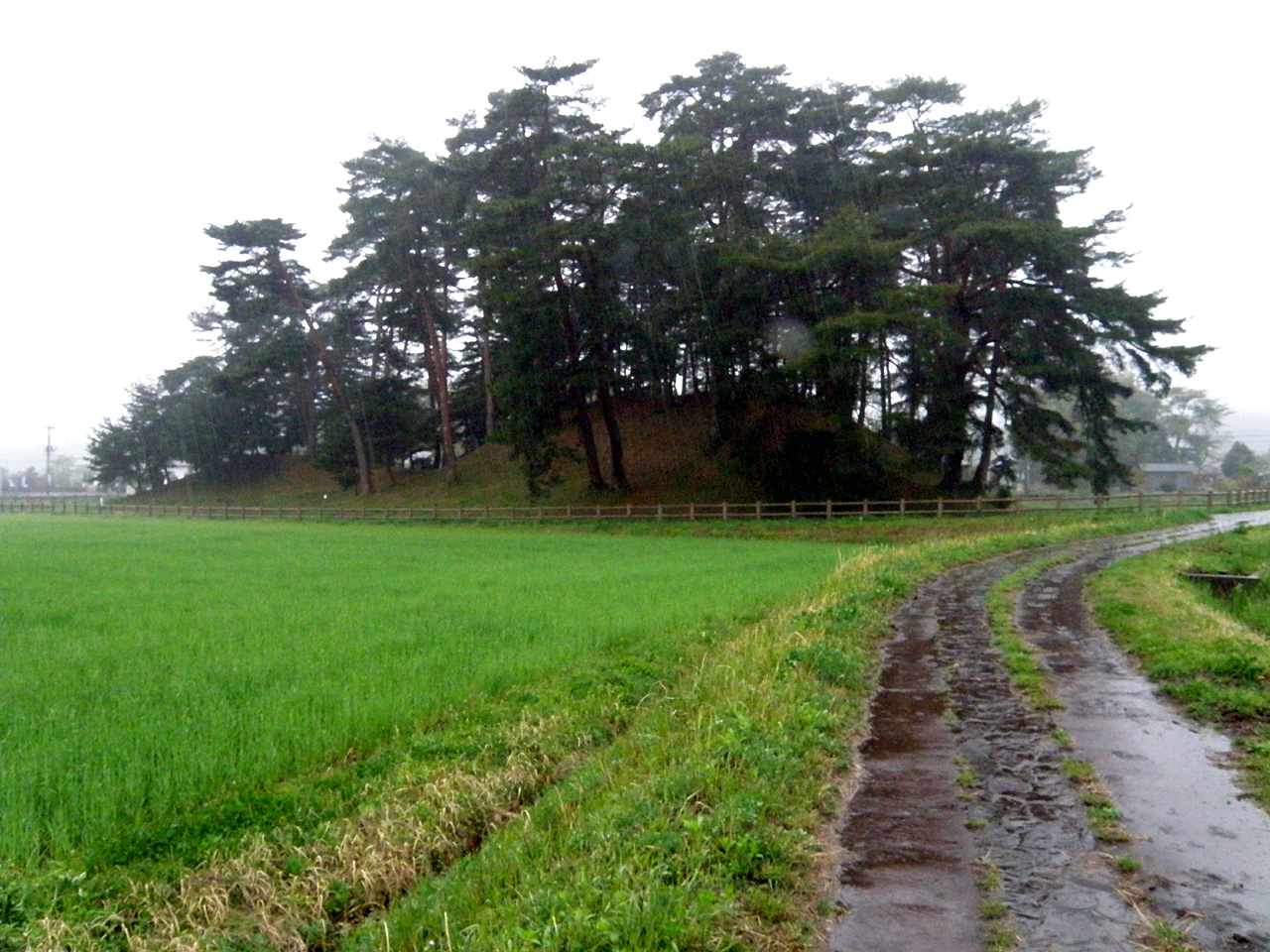
栃木県なかがわ水遊園近くの下侍塚古墳 （2009年4月撮影）

## その他
2010年6月に水色のアマガエルや金色のドジョウを寄贈された。2011年11月に金色のナマズを寄贈され展示。2016年6月8日から白色のナマズ（体長約50cm、推定年齢約20年）を展示。